# クララ・カンヴァース
クララ・エイドラ・カンヴァース（Clara Adra Converse, 1857年4月18日 - 1935年1月24日）は、バプテスト派の婦人宣教師、アメリカ合衆国および日本の教育者である。

## 人物歴
カンヴァースはアメリカ合衆国バーモント州グラフトンで、パプテスト派の農業経営者ニュートン・カンヴァースと母メァリの8番目の子供として生まれた。小学校卒業後にバーモント州師範学校に進学して1873年6月に卒業し、16歳で小学校教師になった。
1876年、自らの教養を高めるためにバーモント州サクストンズ・リヴァーに設立されたばかりのバーモント・アカデミーに入学する。1879年、アカデミー卒業後に、マサチューセッツ州ノーサンプトンのスミス・カレッジ（初代校長L・C・シーリー）に進学する。
スミス・カレッジ卒業後、26歳でヴァーモント州の視学官に任命される。1年後、母校のバーモント・アカデミーに招かれて教師になり、ギリシア語、ドイツ語、修辞学、数学を教えた。教え子には、のちに医学者となるフロレンス・セービンもいた。
1888年8月、父ニュートンが死去する。父の遺体の傍に立ったとき、「神の道を伝えに外国に行け」という神のささやきを感じたカンヴァースは、宣教師になることを決意し、1889年5月バーモント・アカデミーに辞表を提出。アメリカ婦人バプテスト海外伝道協会に宣教師志願を出す。
1890年1月7日、カンヴァースはサンフランシスコを出発して横浜に向かう。1月25日に横浜港に到着し、ネイサン・ブラウンの妻であったシャルロッテ・ブラウンに迎えられた。カンヴァースは、シャルロッテ・ブラウンと生活を共に送るとともに、ブラウンが初代学校長を務める英和女学校で、聖書を教えはじめた。同年9月には、ブラウンが英和女学校の学校長を退くこととなり、33歳で英和女学校の第2代学校長に就任。英和女学校の教師であったエイミー・コーンズ（英和女学校がのちに「捜真女学校」に改められると同時に「山田千代子」に改名）に日本語や日本文化を教わりながら、英和女学校の運営を軌道に乗せていく。

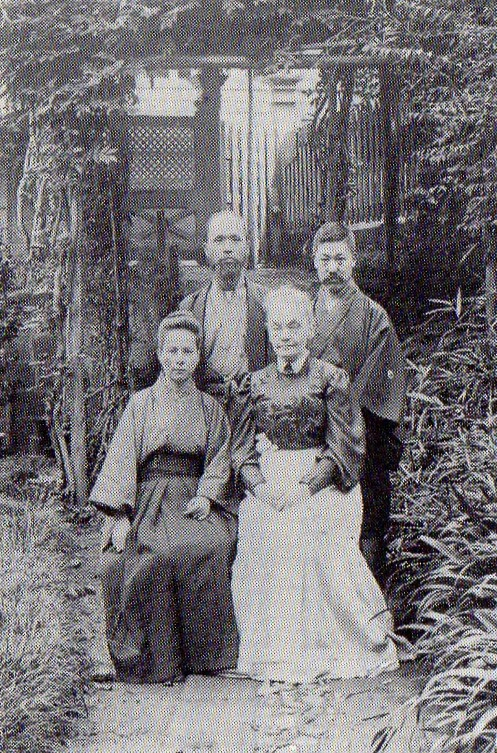
植山寿一郎（後列左）、藤本伝吉（後列右）、山田千代（前列左）、カンヴァース（前列右）の集合写真

1891年、山手34番に英和女学校の新校舎を建設し、英語の校名を、校舎建築費用の寄付者の名にちなみ「メリー・L・コルビー・ホーム」(Mary L. Colby Home)、後に「メリー・L・コルビー・スクール」（Mary L. Colby School）とする。1892年には、日本名を英和女学校から「捜真女学校」に改めた。「捜真」の名称は、カンヴァースが掲げた教育目標「聖書の真理を捜し求める」にちなむものであり、現在も学校名、法人名にその名を残している。
宣教師として伝道活動もおこない、1891年9月より日曜学校を初め、本牧、北方、寿町などに学校を設けた。
1925年7月、カンヴァースは35年勤めた捜真女学校の校長を辞任して名誉校長となり、アナベル・ポーレーを後任とした。引退後は、山田千代子と共に暮らす。1929年4月には、藍綬褒章を受章した。
1935年1月23日、NHKラジオで病状の悪化が伝えられ、翌24日、77歳で死去する。2月6日に捜真女学校で校葬が行われ、「捜真の見える所に」という生前の意思により、三ツ沢墓地の、捜真女学校が見える丘に埋葬された。墓石には「エホバはわが牧者なり、われ乏しきことあらじ」と刻まれている。
2002年9月、カンヴァースの母校であるバーモント・アカデミーから、セービン賞(the Florence Sabin Distinguished Alumni Award)が授与された｡セービン賞は、バーモント・アカデミー卒業者で、カンヴァースの教え子でもあった医学者のフロレンス・セービンを記念して1986年に創設され、各分野で功績がある、または地域社会に貢献した卒業生を表彰する賞である。賞状は、故人に代わって捜真学院が受け取り、校内に掲示されている。

## 年表
- 1857年（安政4年）4月18日、アメリカ合衆国バーモント州グラフトンに生まれる。
- 1873年（明治6年）
  - 6月、バーモント州師範学校を卒業。
  - 9月、郷里の小学校教師となる。
- 1879年（明治8年）、バーモント・アカデミー卒業。
- 1883年（明治16年）、スミス大学卒業、バーモント州視学官に就任。
- 1884年（明治17年）、バーモント・アカデミー教師となる。
- 1889年（明治22年）、宣教師志願を出す。
- 1890年（明治23年）
  - 1月25日、来日し、英和女学校教師となる。
  - 9月4日、英和女学校校長に就任。
- 1891年（明治24年）12月18日に英和女学校校舎を山手34番に移転。
- 1892年（明治25年）4月、英和女学校の和名を「捜真女学校」に改名。
- 1910年（明治43年）9月23日、捜真女学校校舎を中丸に移転。
- 1918年（大正7年）、東京女子大学理事に就任。
- 1925年（大正14年）、捜真女学校校長を辞任し、名誉校長に就任。
- 1929年（昭和4年）4月15日、藍綬褒章を受章。
- 1935年（昭和10年）1月24日、死去。
- 1960年（昭和35年）日米修好通商100年記念にあたり功労者顕彰を受ける。
- 2002年（平成14年）9月、母校バーモント・アカデミーよりセービン賞を受賞。